# Gary Herbert
Pour les articles homonymes, voir Herbert.
Gary Herbert, né le 7 mai 1947 à American Fork (Utah), est un homme politique américain, membre du Parti républicain et gouverneur de l'Utah de 2009 à 2021. À son retrait de la fonction, il est le plus ancien gouverneur des États-Unis, devant Andrew Cuomo (État de New York).

## Biographie

### Jeunesse et carrière privée
Gary Herbert grandit à Orem, au nord-ouest de Provo. Il fréquente l'université Brigham-Young mais arrête ses études avant l'obtention de son diplôme.
Il sert six ans au sein de la Garde nationale de l'Utah avant d'entamer une carrière d'agent immobilier avec sa propre agence, Herbert and Associates Realtors. Il est également président de l'Association des agents immobiliers de l'Utah (Utah Association of Realtors).

### Lieutenant-gouverneur de l'Utah
Élu de 1990 à 2004 à la commission du comté d'Utah, Gary Herbert forme un ticket avec l'ancien ambassadeur à Singapour Jon Huntsman, Jr. pour l'élection de 2004, après avoir échoué à se faire désigner candidat républicain au poste de gouverneur de l'Utah.
Huntsman remporte le scrutin avec 57,7 % des voix face à Scott Matheson, Jr., candidat du Parti démocrate, qui obtient 41,4 % des voix. Le 3 janvier 2005, Gary Herbert prête serment comme lieutenant-gouverneur de l'Utah au côté du gouverneur Huntsman. Les deux hommes sont très aisément réélus avec 77,6 % des voix à l'issue de l'élection du 4 novembre 2008.

### Gouverneur de l'Utah
Le 11 août 2009, le gouverneur Huntsman démissionne après avoir été confirmé au poste d'ambassadeur des États-Unis en Chine par le Sénat des États-Unis. Gary Herbert prête alors serment et devient le 17e gouverneur de l'Utah. Il nomme Greg Bell (en), jusque-là élu au Sénat de l'Utah, comme nouveau lieutenant-gouverneur. Les deux hommes sont confirmés dans leurs fonctions lors d'une élection spéciale en 2010. Avec 64,1 % des voix face au démocrate Peter Corroon, Gary Herbert finit le mandat de son prédécesseur. Lors de l'élection du 6 novembre 2012, ils sont reconduits dans leurs fonctions respectives par 68,4 % des voix.
En 2016, Gary Herbert est reconduit pour un second plein mandat avec 66,7 % des voix au côté du lieutenant-gouverneur Spencer Cox. Après avoir annoncé en 2019 ne pas concourir à sa réélection l'année suivante, il soutient la campagne de ce dernier pour lui succéder.

### Vie privée
Gary Herbert est marié à Jeanette Snelson Herbert, avec qui il a six enfants. Sa femme, gérante d'un service de garde d'enfants, est présidente honoraire de la Commission du gouverneur sur l'alphabétisme (Governor's Commission on Literacy).
À l'instar de tous les gouverneurs de l'État à l'exception de deux depuis plus d'un siècle, Gary Herbert est mormon, membre de l'Église de Jésus-Christ des saints des derniers jours.